# Kanton San-Martino-di-Lota
Kanton San-Martino-di-Lota (francouzsky Canton de San-Martino-di-Lota) je francouzský kanton v departementu Haute-Corse v regionu Korsika. Tvoří ho 3 obce.

## Obce kantonu
- San-Martino-di-Lota
- Santa-Maria-di-Lota
- Ville-di-Pietrabugno